# 프레토플라스마

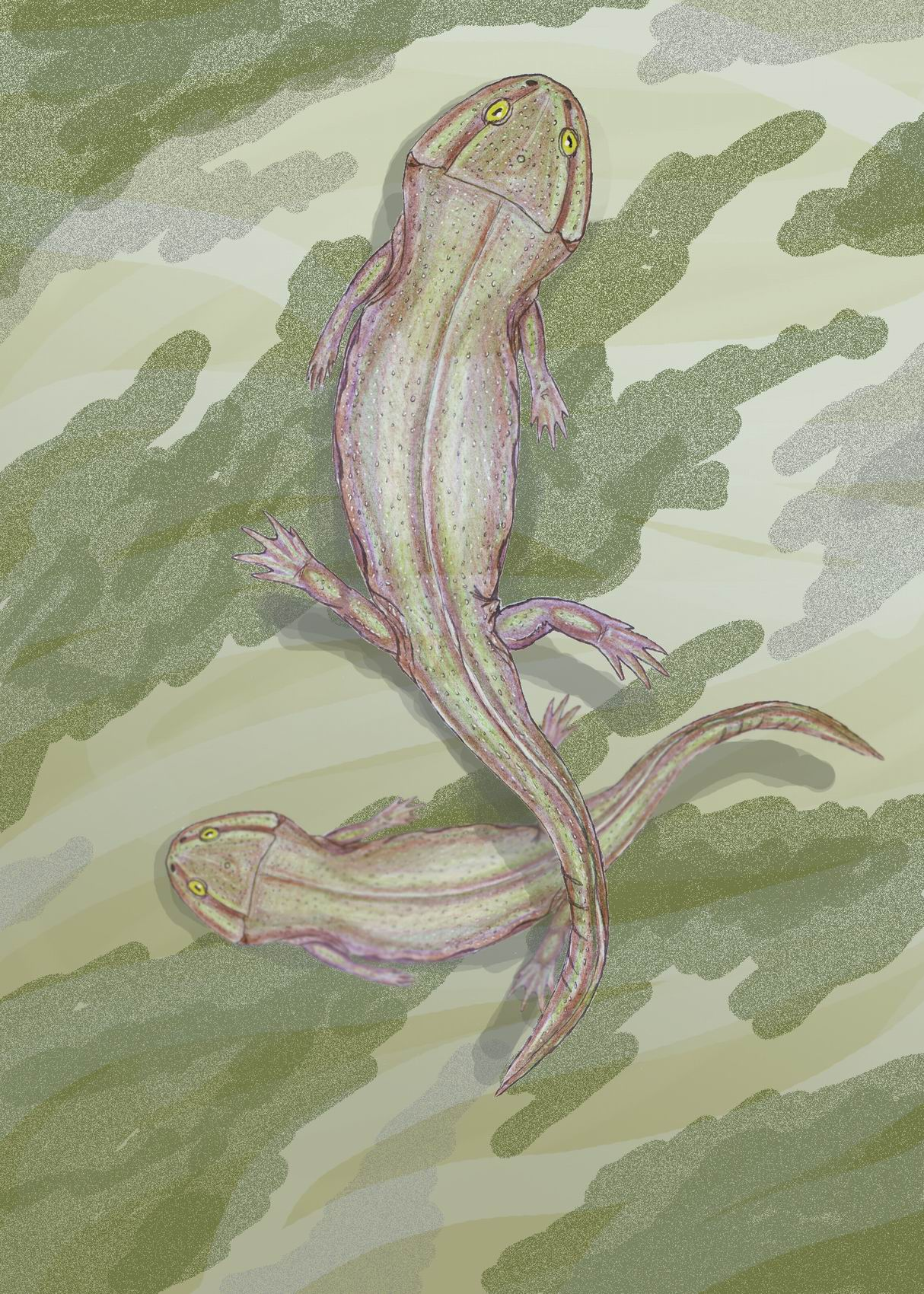

프레토플라스마(학명:Phreatophasma aenigmatum)는 도마뱀목 카세아과에 속하는 도마뱀이다. 지금은 멸종된 종으로서 전체적인 몸길이가 2~4m인 거대한 도마뱀에 속한다.

## 특징
프레토플라스마는 유럽 러시아의 중세 페름기에 살았던 멸종된 시냅스이다. 그것은 오직 한 종인 프레토파즈마 아에니그마툼만을 포함하고 있는데 그 자체가 바시코르토스탄의 벨레베이 마을 근처의 광산에서 발견된 하나의 대퇴골에서 발견된 것으로 알려져 있다. 프레토플라즈마는 러시아 지층학 체계 하에서 가장 오래된 우피미어에서 가장 오래된 카자니아어로 국제 지층학 시대의 로디아 시대(약 2억 7천만 년 전 중세 페름기)와 관련이 있는 화석 집합체에서 유래했다. 이 종은 진단 해부학적 특징이 거의 없는 단일 표본을 기반으로 하기 때문에 테트라포드 계통 발생학에서 그것이 어디에 속하는지 불확실하다. 원래 1954년에 소련의 고생물학자인 이반 예프레모프에 의해 수수께끼 같은 "테로몰프" 시냅시드로 해석되었다. 1956년에 미국의 고생물학자인 알프레드 로머가 에버렛 C로 시작하는 카세아과라고 불리는 기초 시냅스과 동물로 D 인테르테 세디스이다. 1962년에 올슨의 분류는 1986년에 캐나다의 고생물학자인 로버트 레이즈와 1988년에 미국의 고생물학자인 로버트 L. 캐롤에 의해 지지되었다. 이바크네코 외 연구진(1997년)과 마딘 외 연구진은(2008년) 둘 다 프레토플라스마를 불확정 시냅시드로 간주했다. 골루베프(2000년)는 세 가지 모두 동일한 화석 집합체에서 발견되고 해부학적으로 유사하기 때문에 프렙토라스마는 시냅시드가 아니라 비아르미카와 렙토로파(현재는 시무리아모르프로 간주됨)와 밀접한 관련이 있는 렙토로핀 파라렙타일이라고 가설을 세웠다. 증거가 가까운 유사성을 지지하는 또 다른 줄은 셋 모두가 이행 해양 퇴적물에 지상파 시냅시드(단궁류)에 독특하지 않았다. 회합 자일동(프레토플라즈마가 속하는 완족동물과 브리오조아목-베어링 석회암에 비아르미카과 렙토로파 석호와 삼각주 퇴적물 속의 것을 가르킨다.)설정 내에서 발견되었는데 하지만 가능했다에 반수생의 세이무리아모르파이다. 시냅시드의 두개골 후 해부학에 대한 최신 지식을 사용한 프렉토플라즈마의 가장 최근의 연구는 테랍시드와 세이무리아모르프 친화성을 기각했다. 계통학 분석 결과에서 이 종은 이 과의 진화에 중요한 영향을 미치는 위치인 카세아과의 기초 멤버로 밝혀졌다. 이는 러시아 고온 지역에서 발견된 카제이드(caseid)의 두 번째 예에 불과하며 첫 번째(엔나토사우루스 텍톤:Ennatosaurus tecton)와는 밀접한 관련이 없으며 이는 고적도에서 온대 위도로의 두 가지 뚜렷한 분산 현상을 암시한다. 이것은 또한 작은 몸집과 상대적으로 긴 대퇴골을 포함한 카제이드들의 많은 플라시모형 특성들이 페름기 중기까지 유지되었다는 것을 암시한다. 카제이드들은 그렇지 않으면 큰 초식성 분류군으로 대표될 것이다. 또한 프레토플라즈마는 특징으론 카세아과의 도마뱀들과 똑같이 잘 발달된 앞다리와 뒷다리를 가졌으며 이는 천적을 따돌리는 데에 적합한 달리기의 구조가 된다. 양턱에는 총 15~20개의 톱니 모양을 가진 작은 이빨을 가지고 있다. 먹이로는 당대에 번성했던 식물들의 잎, 열매, 씨앗과 같은 초식성의 먹이를 주로 섭취하며 살았을 초식성의 도마뱀으로 추정되는 종이다.

## 생존시기와 서식지와 화석의 발견
프레토플라즈마가 생존했었던 시기는 고생대의 페름기로서 지금으로부터 2억 9000만년전~2억 4500만년전에 생존했었던 종이다. 생존했었던 시기에는 유럽과 러시아를 중심으로 하여 당시에 존재했었던 초원, 산림 등에서 주로 서식했었던 도마뱀이다. 화석의 발견은 1954년에 유럽과 러시아의 페름기에 형성된 지층에서 러시아의 고생물학자인 이반 예프레모프에 의하여 처음으로 화석이 발견되어 새롭게 명명된 종이다.

## 같이 보기
- 파충류
- 고생대
- 페름기
- 도마뱀
- 화석